# 威廉·麦丘恩
威廉·麦丘恩（英語：William MacKune，1882年8月6日—1955年8月31日），生于利物浦，英国男子竞技体操运动员。他曾获得1912年夏季奥运会体操比赛男子团体全能铜牌。他于1955年在美国纽约州去世。